# Eriocaulon sekimotoi
Eriocaulon sekimotoi là một loài thực vật có hoa trong họ Eriocaulaceae. Loài này được Honda mô tả khoa học đầu tiên năm 1931.